# 布鲁克·佩里斯
布鲁克·佩里斯（英語：Brooke Peris，1993年1月16日—），澳大利亚女子曲棍球运动员。她曾代表澳大利亚参加2014年和2018年英联邦运动会曲棍球比赛，获得一枚金牌和一枚银牌。